# A Static Lullaby
Pour les articles homonymes, voir ASL.
A Static Lullaby est un groupe américain de post-hardcore, originaire de Chino Hills, en Californie.

## Biographie

### Débuts (2001–2002)
A Static Lullaby est formé à partir d'une jam session lycéenne qui mène les membres à quitter leurs groupes respectifs et à se rassembler. Formé en 2001 à Chino Hills, Californie, le groupe comprend initialement le chanteur Joe Brown, le bassiste Phil Pirrone, le batteur Brett Dinovo, et les guitaristes Dan Arnold et Nathan Lindeman. Leur premier concert se déroule près de deux semaines après leur création.
En septembre 2001, le groupe auto-produit sa première chanson intitulée Withered. Ils enregistrent d'abord les chansons Love to Hate, Hate to Love, The Shooting Star that Destroyed Us All, A Sip of Wine Chased With Cyanide et Charred Fields of Snow pour leur EP éponyme. Puis ils enregistrent deux nouvelles chansons ; A Sip of Wine Chased With Cyanide et A Song for a Broken Heart, et les publient dans leur démo-EP, Withered qui se vend à 6 000 exemplaires. Après la sortie de ces EP, le groupe commence à tourner sur la côte ouest américaine.

### Premiers albums (2002–2005)
Le groupe signe un contrat avec Ferret Records en 2002. Par la suite, ils commencent à enregistrer un premier album studio, ...And Don't Forget to Breathe, publié au début de 2003, et passent les 18 prochains mois à tourner en soutien à l'album, aux côtés d'AFI, My Chemical Romance et Brand New. Pendant une tournée de 16 semaines avec Strung Out, le batteur Brett Dinovo quitte le groupe et est plus tard remplacé par le technicien guitariste Ben Newsham.
Après une tournée significative, ils signent avec Columbia Records et enregistrent leur deuxième album, Faso Latido. Il est accueilli d'une manière mitigée, et, de ce fait, le groupe est renvoyé de Columbia. À cette période, le bassiste et chanteur Phil Pirrone fait face à un grave accident de la route, c qui le mène à penser à un nouveau mode de vie et donc de quitter le groupe. Il forme son propre label, Longhair Illuminati, puis le groupe Casket Salesmen avec le guitariste Nathan Lindeman.

### A Static Lullaby(2006–2007)
A Static Lullaby atteint un point culminant de sa carrière, et signe avec le label Fearless Records. Ils partent à la recherche de nouveau remplaçants pour Phil Pirrone et Nathan Lindeman. Après avoir recruté John Martinez et Dane Poppin pour la guitare et la basse, respectivement, le groupe enregistre son troisième album. A Static Lullaby est publié le 10 octobre 2006, et fait mieux que son prédécesseur. L'album éponyme est agressif avec une légère touche « guitar pop » mélodique.
En 2007, le groupe se sépare du guitariste John Martinez, et ne compte chercher aucun remplaçant. Ils trouvent finalement le batteur, Tyler Mahurin.

### Rattlesnake!et séparation (2008–2015)
Le groupe publie une vidéo dans laquelle ils annoncent le titre de leur nouvel opus produit par Steve Evetts, Rattlesnake!. Il est publié le 9 septembre 2008. En novembre 2008, une tournée avec Maylene and the Sons of Disaster, Confide, Showbread et Attack Attack! s'achève. Sur la compilation Punk Goes Pop 2, le groupe joue une version post-hardcore de la chanson Toxic de Britney Spears. ASL tourne pendant une grande partie de l'année 2009 au Zumiez Couch Tour avec le groupe canadien Silverstein. Ils jouent aussi avec les groupes Vanna, Asking Alexandria, Motionless in White et Tides of Man pendant la tournée Blaze of Glory.
En 2011, le groupe publie Cinematic Attractions, leur premier single à part. Il fait participer Dan Arnold au chant, à la guitare et au piano, avec des paroles de Joe Brown, et le mixage et le mastering effectués par Kris Comeaux.
Dan Arnold rejoint le groupe au réveillon du nouvel an, à la guitare. Dan Arnold annonce sur Facebook le 10 janvier 2012 la séparation du groupe.

### Réunion (depuis 2015)
À la fin de 2015, le groupe annonce sur Facebook sa première performance en quatre ans en Californie pour 2016 où ils joueront leur premier album, ...And Don't Forget to Breathe.

## Style musical
Le style musical du groupe est principalement post-hardcore/rock alternatif,. Le groupe est comparé à AFI, The Used, et My Chemical Romance.

## Membres

### Membres actuels
- Joe Brown – chant guttural (2001–2012, depuis 2015)
- Dan Arnold – chant, piano, guitare (2001–2012, depuis 2015)
- John « Death » Martinez – guitare solo, chœurs (2006–2007, depuis 2015)
- Joey Bradford - guitare basse, chœurs (depuis 2015)
- Kris Comeaux – guitare solo (2011–2012), batterie, percussions (depuis 2015)

### Anciens membres
- Brett Dinovo – batterie, percussions (2001–2005, 2011–2012)
- Matt Faulkner – guitare basse (2011–2012)
- Tyler Mahurin – batterie, percussions (2007–2011)
- Jarrod Alexander – batterie, percussions (2006–2007)
- Nate Lindeman – guitare solo (2001–2005)
- Phil Pirrone – guitare basse, chant (2001–2005)
- Dane Poppin – guitare basse, chœurs (2006–2011)
- Phil Manansala – guitare solo (2008–2009)

## Vidéographie
| Année | Titre                               | Album                        | Vidéo                                       |
| ----- | ----------------------------------- | ---------------------------- | ------------------------------------------- |
| 2003  | Lipgloss and Letdown                | …And Don't Forget to Breathe |                                             |
| 2003  | The Shooting Star that Destroyed Us | …And Don't Forget to Breathe |                                             |
| 2005  | Stand Up                            | Faso Latido                  |                                             |
| 2007  | Hang 'Em High                       | A Static Lullaby             | [vidéo] « Visionner la vidéo », sur YouTube |
| 2008  | Art of Sharing Lovers               | A Static Lullaby             | [vidéo] « Visionner la vidéo », sur YouTube |
| 2009  | Toxic                               | Rattlesnake!                 | [vidéo] « Visionner la vidéo », sur YouTube |